# Leda und der Schwan-Statue

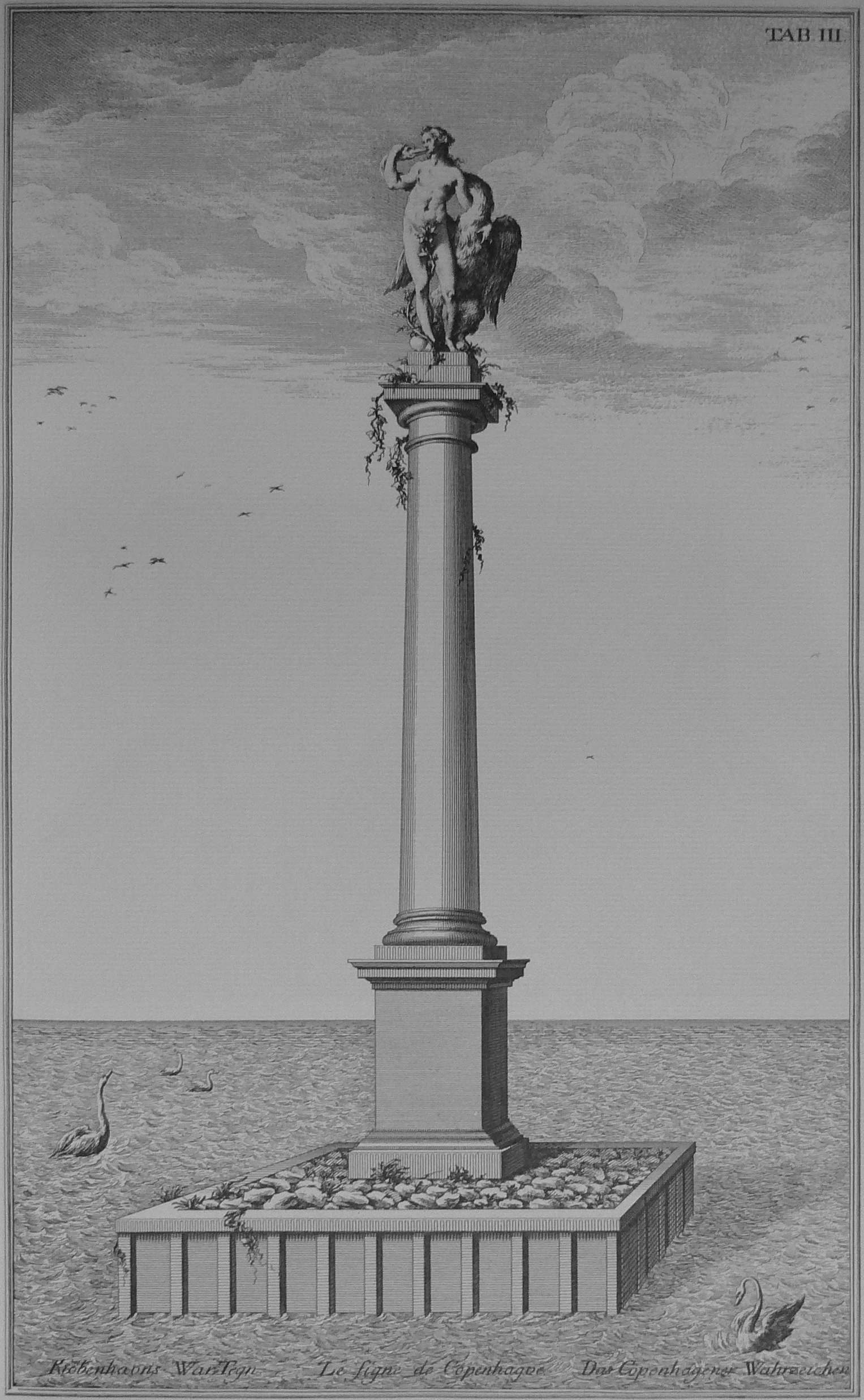
Leda und der Schwan-Statue

Die Leda und der Schwan-Statue, die den klassischen Mythos von Leda und dem Schwan darstellte, war von 1610/1611 bis 1795 ein wichtiges Wahrzeichen von Kopenhagen. Die Statue befand sich auf einer hohen Säule direkt am Eingang des Marinehafens Arsenal.

## Geschichte
Das Denkmal wurde 1610 oder 1611 unter König Christian IV. errichtet. In Lauritz de Thurahs Den Danske Vitruvius (1. Band, 1746) heißt es fälschlicherweise, die Statue sei als Kriegsbeute aus Kalmar mitgebracht worden.
Das Denkmal wurde auf einer künstlich aufgeschütteten Insel auf einer flachen Sandbank errichtet, die wegen der besonders häufigen Sichtung von Meerjungfrauen als Meerjungfrauenbar bekannt war, direkt vor der Einfahrt zu einem neuen Marinehafen, dem Arsenalhafen, der etwa zur gleichen Zeit fertiggestellt wurde.
Im Jahr 1795 wurde das Denkmal entfernt, als der zunehmende Schiffsverkehr im Hafen eine Vertiefung des bis dahin nur einen Meter tiefen Geländes erforderlich machte.
Das Schicksal der Statue ist unbekannt. Einigen Berichten zufolge befand sie sich kurz vor 1900 auf einem Gartengrundstück an der Frederiksberg Allé.

## Beschreibung
Das Denkmal stand auf einer künstlich aufgeschütteten Insel auf einer flachen Sandbank und bestand aus einer hohen Sandsteinsäule, die mit einer Gruppe von Steinfiguren gekrönt war. Das Motiv entstammt der griechischen Sage von der Prinzessin Leda, die mit dem spartanischen König Tyndareus verheiratet war und von Zeus in Gestalt eines Schwans verführt wurde.